# Волчаночный нефрит
Волчаночный нефрит (ВН) — тип заболевания почек, возникающий вследствие системной красной волчанки (СКВ), аутоиммунного заболевания. Симптомы могут включать: пенистую мочу, отёк ног, лихорадку и боли в мышцах. Обычно заболевание проявляется не ранее чем через 3 года после начала СКВ. Возможные осложнения могут включать повышенное артериальное давление и почечную недостаточность.
Факторы риска включают определённые генетические мутации. Основной механизм включает реакцию гиперчувствительности III типа и образование имунных комплексов. Эти комплексы затем накапливаются вблизи базальной мембраны клубочков почек, вызывая воспаление. Диагноз можно предположить на основании анализов мочи и крови, а подтверждается он с помощью биопсии почки.
Лечение зависит от тяжести заболевания. Применяются препараты для подавления иммунной системы, такие как преднизолон, циклофосфамид или гидроксихлорохин. Для контроля артериального давления могут назначаться такие лекарства, как ингибиторы АПФ, диуретики или бета-блокаторы. В тяжелых случаях может потребоваться диализ.
До 50 % взрослых и 80 % детей, страдающих волчанкой, могут заболеть ВН. Заболевание часто возникает у молодых людей. Мужчины страдают чаще, чем женщины. Хотя волчанка была впервые описана в 400 году до нашей эры Гиппократом, её воздействие на почки было впервые задокументировано в начале 1900-х годов.